# Doxocopa laurina
Doxocopa laurina är en fjärilsart som beskrevs av Felix Bryk 1928. Doxocopa laurina ingår i släktet Doxocopa och familjen praktfjärilar. Inga underarter finns listade i Catalogue of Life.